# Monts de Lacaune
Pour les articles homonymes, voir Lacaune.

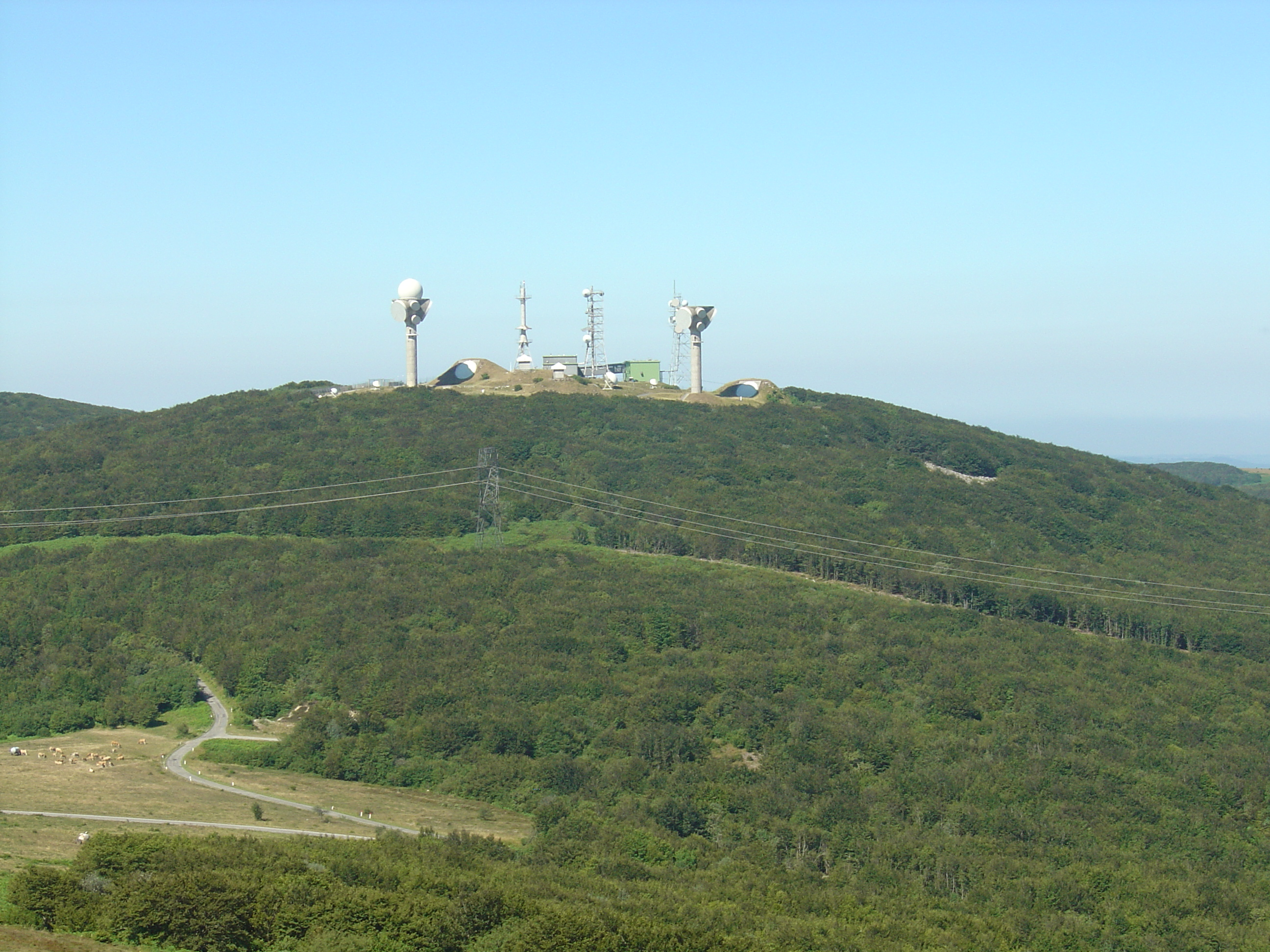
Le puech de Rascas vu depuis le roc de Montalet.

Les monts de Lacaune sont un massif montagneux situé au sud du Massif central en France.

## Géographie

### Situation
Ce massif est centré à l'immédiat sud-est de la ville de Lacaune, d'où son nom. Il est délimité au sud par l'Agout et la Vèbre, au nord par le Rance et à l'ouest par le Gijou. Il se situe principalement dans l'extrémité est du Tarn et déborde un peu sur les départements de l'Aveyron et de l'Hérault. Ses plus hauts sommets sont le puech de Rascas à 1 270 mètres d'altitude et le puech de Montgrand à 1 269 mètres dont les sommets, interdits au public, sont occupés par d'importantes installations militaires, et le roc de Montalet à 1 259 mètres sur lequel trône une petite statue de la Vierge.

### Géologie
C'est un ancien massif hercynien (-360 millions d'années à -300 millions d'années) orienté selon un axe N-NE.
La région est réputée pour sa complexité géologique notamment révélée grâce à une cartographie exceptionnellement minutieuse des sols locaux.

### Hydrographie
La source de nombreux cours d'eau se trouvent dans les monts de Lacaune :
- Rance
- Vèbre
- Gijou
- Bertou

Trois lacs artificiels ont été construits dans ce massif :
- Lac du Laouzas
- Lac de la Raviège
- Lac des Saints-Peyres

## Protection environnementale
La région bénéficie de la protection du parc naturel régional du Haut-Languedoc